# Anthracen
Anthracen (anthracene) là một hyđrocacbon thơm đa vòng gồm 3 vòng benzen được điều chế từ than đá. Anthracen thường được dùng để sản xuất thuốc nhộm alizarin đỏ. Ngoài ra, nó còn được dùng trong việc bảo quản gỗ, làm thuốc trừ sâu và chất phủ.
Anthracen là hợp chất không màu, nhưng dưới ánh sáng cực tím, nó lại phát ánh sáng huỳnh quang màu xanh.